# Željko Franulović
Željko Franulović (* 13. Juni 1947 in Split) ist ein ehemaliger jugoslawischer Tennisspieler und kroatischer Tennisfunktionär.

## Karriere

### Aktive Jahre
Im Alter von 17 Jahren begann Željko Franulović seine Tenniskarriere. 1966 stand er erstmals in der Konkurrenz der Internationalen französischen Meisterschaften, die später als French Open ausgetragen wurden. Hier scheiterte er in der ersten Runde am Tschechoslowaken Jan Kodeš.
Von Beginn der Open Era im Jahr 1968 an spielte er Turniere auf der Tour. Im ersten Jahr war sein größter Erfolg die Teilnahme am Halbfinale im Schweizer Lugano, das er gegen Tom Okker verlor. Im Folgejahr konnte Franulović im US-amerikanischen Saint Petersburg sein erstes Turnier auf hoher Ebene für sich entscheiden. Bei den French Open erreichte er 1969 das Viertelfinale, wo er in fünf Sätzen Tony Roche unterlag.
Bei den French Open 1970 kam er mit Siegen über Cliff Richey, Lew Hoad und den an Platz 1 gesetzten Ilie Năstase bis ins Finale, das er gegen Jan Kodeš verlor. Beim selben Turnier zeigte er auch in den anderen Disziplinen gute Ergebnisse: im Doppel, bei dem er mit Joaquín Loyo Mayo das Viertelfinale erreichte, und im Mixed, wo er sich mit der Doppelpartnerin Margaret Court bis ins Halbfinale spielte. In allen drei Disziplinen waren es seine besten Ergebnisse bei den French Open und neben einer Viertelfinalteilnahme im Doppel von 1971 in Wimbledon, wo er an der Seite von Bob Maud gegen die Paarung Clark Graebner und Thomaz Koch verlor, auch seine größten Erfolge bei Grand-Slam-Turnieren.
Nach 1971 konnte er sich nur in wenigen Turnieren durchsetzen. Seinen letzten Grand-Prix-Turniersieg feierte er 1977 in München mit einem Sieg über Víctor Pecci. Seinen einzigen Sieg auf der Challenger Tour verbuchte er 1982 in San Benedetto, als er Ilie Năstase schlug. Nach 1983 trat er bei keinem Tennisturnier auf Profiebene mehr an.
Da die offizielle Tennisweltrangliste im Einzel 1973 und im Doppel 1976 eingeführt wurde, spiegeln seine besten Platzierungen mit Platz 30 im Einzel im Jahr 1977 und Platz 58 im Jahr 1979 im Doppel nicht seine größten Erfolge auf der Tour wider. In seinen erfolgreichsten Jahren wurde Franulović als sechstbester Spieler der Welt geführt.
Zwischen 1967 und 1980 trat Franulović für die jugoslawische Davis-Cup-Mannschaft im Davis Cup an. Er wurde bei 22 Begegnungen eingesetzt und gewann 32 seiner 59 Partien. Sein größter Erfolg mit der Mannschaft war das Erreichen des Finales der Kontinentalgruppe, das sie gegen die spanische Davis-Cup-Mannschaft verloren.

### Tätigkeit als Funktionär
Nach seiner aktiven Karriere war Franulović weiterhin im Tennisbereich aktiv. So war er zwischen 1994 und 1997 der Kapitän der kroatischen Davis-Cup-Mannschaft. Zudem gehörte er 2007 bis 2009 dem Vorstand der ATP an. Außerdem war er von 2005 bis 2022 der Turnierdirektor des Monte Carlo Masters, eines Turniers, das er selbst 1970 für sich entscheiden konnte. Das Monte Carlo Masters zählt neben den French Open, Madrid Masters und Rom Masters zu den prestigereichsten Sandplatzturnieren und jährlich nehmen die erfolgreichsten Tennisspieler teil.

## Privates
Željko Franulović hat mit seiner Ehefrau Nada zwei Kinder.
Er spricht neben seiner Muttersprache auch Italienisch, Französisch und Englisch fließend und beherrscht ebenfalls etwas Deutsch.

## Erfolge
| Legende                   |
| Grand Slam                |
| Grand Prix (20)           |
| ATP Challenger Series (2) |

| ATP-Titel nach Belag |
| Hartplatz (0)        |
| Sand (19)            |
| Rasen (0)            |
| Teppich (1)          |

### Einzel

#### Turniersiege

##### ATP Tour
| Nr. | Datum            | Turnier          | Belag | Finalgegner    | Ergebnis                |
| --- | ---------------- | ---------------- | ----- | -------------- | ----------------------- |
| 1.  | 23. März 1969    | St. Petersburg   | Sand  | Jaime Fillol   | 6:4, 6:2, 6:4           |
| 2.  | 20. April 1969   | Houston          | Sand  | Rafael Osuna   | 7:5, 6:3, 6:4           |
| 3.  | 27. Juli 1969    | Indianapolis (1) | Sand  | Arthur Ashe    | 8:6, 6:3, 6:4           |
| 4.  | 22. März 1970    | Barranquilla     | Sand  | Nicola Špear   | 9:7, 6:3, 6:3           |
| 5.  | 19. April 1970   | Monte Carlo      | Sand  | Manuel Orantes | 6:4, 6:3, 6:3           |
| 6.  | 23. August 1970  | Kitzbühel        | Sand  | John Alexander | 6:4, 9:7, 6:4           |
| 7.  | 8. November 1970 | Buenos Aires (1) | Sand  | Manuel Orantes | 6:4, 6:2, 6:0           |
| 8.  | 14. Februar 1971 | New York City    | Sand  | Clark Graebner | 6:2, 5:7, 6:4, 7:5      |
| 9.  | 1. März 1971     | Macon            | Sand  | Ilie Năstase   | 6:4, 7:5, 5:7, 3:6, 7:6 |
| 10. | 15. August 1971  | Indianapolis (2) | Sand  | Cliff Richey   | 6:3, 6:4, 0:6, 6:3      |
| 11. | 1. Dezember 1971 | Buenos Aires (2) | Sand  | Ilie Năstase   | 6:3, 7:6, 6:1           |
| 12. | 10. Oktober 1976 | Avilés           | Sand  | Jan Kodeš      | 7:6, 6:1, 5:7, 7:6      |
| 13. | 1. Mai 1977      | München          | Sand  | Víctor Pecci   | 6:1, 6:1, 6:7, 7:5      |

##### Challenger Tour
| Nr. | Datum          | Turnier       | Belag | Finalgegner  | Ergebnis |
| --- | -------------- | ------------- | ----- | ------------ | -------- |
| 1.  | 1. August 1982 | San Benedetto | Sand  | Ilie Năstase | 6:4, 6:1 |

#### Finalteilnahmen
| Nr. | Datum             | Turnier      | Belag | Finalgegner       | Ergebnis           |
| --- | ----------------- | ------------ | ----- | ----------------- | ------------------ |
| 1.  | 18. Mai 1969      | Brüssel      | Sand  | Tom Okker         | 4:6, 6:1, 2:6, 2:6 |
| 2.  | 16. November 1969 | Buenos Aires | Sand  | François Jauffret | 6:3, 2:6, 4:6, 3:6 |
| 3.  | 7. Juni 1970      | French Open  | Sand  | Jan Kodeš         | 2:6, 4:6, 0:6      |
| 4.  | 22. Mai 1971      | Bournemouth  | Sand  | Gerald Battrick   | 3:6, 2:6, 7:5, 0:6 |
| 5.  | 25. Juli 1971     | Clemmons     | Sand  | Jaime Fillol      | 6:4, 4:6, 6:7      |
| 6.  | 20. Juli 1975     | Hilversum    | Sand  | Guillermo Vilas   | 4:6, 7:6, 2:6, 3:6 |

### Doppel

#### Turniersiege

##### ATP Tour
| Nr. | Datum              | Turnier       | Belag       | Doppelpartner     | Finalgegner                        | Ergebnis      |
| --- | ------------------ | ------------- | ----------- | ----------------- | ---------------------------------- | ------------- |
| 1.  | 15. August 1971    | Indianapolis  | Sand        | Jan Kodeš         | Clark Graebner Erik van Dillen     | 7:6, 5:7, 6:3 |
| 2.  | 24. Oktober 1971   | Barcelona (1) | Sand        | Juan Gisbert      | Cliff Drysdale Andrés Gimeno       | 7:6, 6:2, 7:6 |
| 3.  | 1. Dezember 1971   | Buenos Aires  | Sand        | Ilie Năstase      | Patricio Cornejo Jaime Fillol      | 6:4, 6:4      |
| 4.  | 10. März 1974      | Hampton       | Teppich (i) | Nikola Pilić      | Pat Cramer Mike Estep              | 4:6, 7:5, 6:1 |
| 5.  | 15. Oktober 1978   | Barcelona (2) | Sand        | Hans Gildemeister | Jean-Louis Haillet Gilles Moretton | 6:1, 6:4      |
| 6.  | 29. Juli 1979      | Kitzbühel     | Sand        | Heinz Günthardt   | Dick Crealy Antonio Zugarelli      | 6:2, 6:4      |
| 7.  | 28. September 1980 | Genf          | Sand        | Balázs Taróczy    | Heinz Günthardt Markus Günthardt   | 6:4, 4:6, 6:4 |

##### Challenger Tour
| Nr. | Datum         | Turnier   | Belag | Doppelpartner   | Finalgegner                    | Ergebnis |
| --- | ------------- | --------- | ----- | --------------- | ------------------------------ | -------- |
| 1.  | 19. Juli 1981 | La Spezia | Sand  | Adriano Panatta | Gianni Marchetti Enzo Vattuone | 6:2, 6:4 |

#### Finalteilnahmen
| Nr. | Datum            | Turnier      | Belag       | Doppelpartner     | Finalgegner                       | Ergebnis                |
| --- | ---------------- | ------------ | ----------- | ----------------- | --------------------------------- | ----------------------- |
| 1.  | 12. Juli 1970    | Båstad       | Sand        | Jan Kodeš         | Dick Crealy Allan Stone           | 2:6, 6:2, 12:12 aufgg.  |
| 2.  | 23. August 1970  | Kitzbühel    | Sand        | Jan Kodeš         | John Alexander Phil Dent          | 8:10, 2:6, 4:6          |
| 3.  | 8. November 1970 | Buenos Aires | Sand        | Jan Kodeš         | Bob Carmichael Ray Ruffels        | 5:7, 2:6, 7:5, 7:6, 3:6 |
| 4.  | 1. März 1971     | Macon        | Teppich (i) | Jan Kodeš         | Clark Graebner Thomaz Koch        | 3:6, 6:7                |
| 5.  | 20. Juli 1975    | Hilversum    | Sand        | John Lloyd        | Wojciech Fibak Guillermo Vilas    | 4:6, 3:6                |
| 6.  | 26. Juni 1978    | Berlin       | Sand        | Hans Gildemeister | Colin Dowdeswell Jürgen Faßbender | 3:6, 4:6                |
| 7.  | 29. Oktober 1978 | Tokio        | Sand        | Buster Mottram    | Ross Case Geoff Masters           | 2:6, 6:4, 1:6           |